# Ibrahim Electric

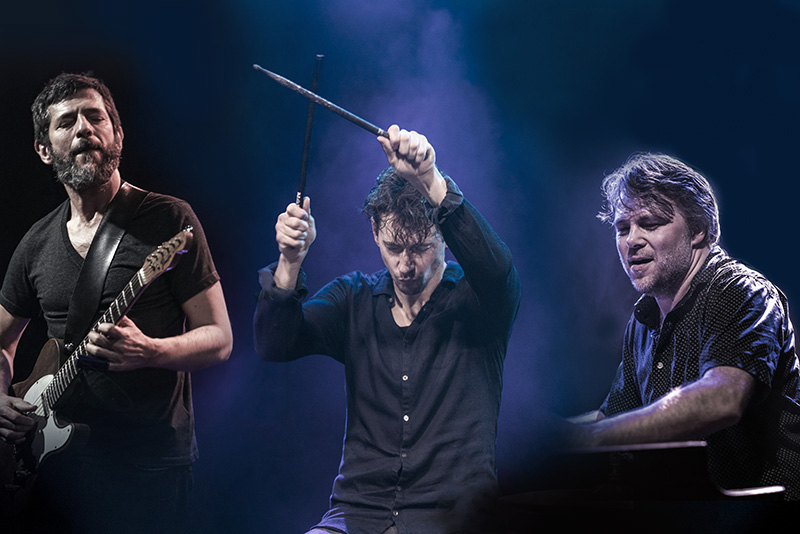
Ibrahim Electric (2017)

Ibrahim Electric ist eine dänische Fusionband, die von Kopenhagen aus operiert. Seit der Gründung gehören Schlagzeuger Stefan Pasborg, Organist Jeppe Tuxen und Gitarrist Niclas Knudsen zur Gruppe.

## Geschichte
Knudsen, Tuxen und Pasborg fanden sich erstmals 2002 in diesem Orgel-Trio zusammen, als Pasborg die beiden anderen bat, bei seinem Abschlusskonzert am Rytmisk Musikkonservatorium in Kopenhagen mit ihm zu spielen. Seit 2003 arbeiten sie unter dem Namen Ibrahim Electric und spielen eine Musik, die viele Genres umfasst, darunter Jazz, Funk, Afrobeat oder Surfmusik.
Das Trio legte 2004 ein gleichnamiges Album bei ILK vor, dem eine CD mit dem Posaunisten Ray Anderson folgte, die international gute Kritiken erhielt. 2007 schlossen sie an diesen Erfolg mit dem Album Ibrahim Electric Meets Ray Anderson - Again an.
2006 veröffentlichte Ibrahim Electric das Album Absinthe, das wiederum von der Kritik hochgelobt wurde. Gaffa gab diesem Album 4/6 und nannte Ibrahim Electric „eine der interessantesten und schwer fassbaren Bands“ in Dänemark.
Weitere Alben und Tourneen mit Auftritten etwa beim NUE Jazz Festival Nürnberg oder beim Jazzfestival Alto Adige folgten. Auf ihrem Album Time Machine (2020) bewegt sich die Gruppe durch die Zeit und nimmt die Errungenschaften der Hammondorganisen Jimmy McGriff, Jack McDuff und Jimmy Smith sowie von Schlagzeuger Idris Muhammad auf.

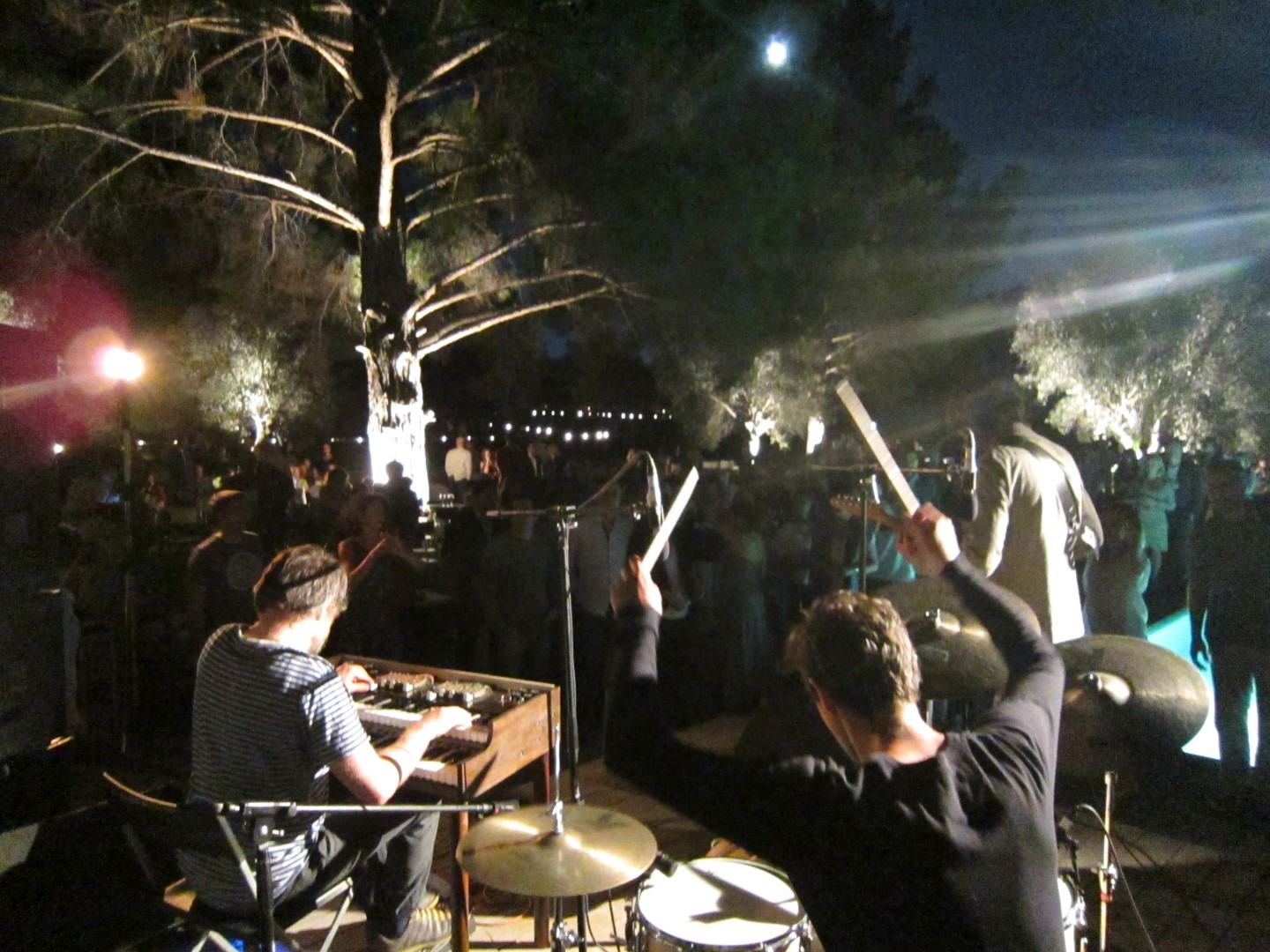
Ibrahim Electric (2014)

## Diskographie
- 2004: Ibrahim Electric (ILK Music)
- 2005: Ibrahim Electric Meets Ray Anderson (Stunt Records)
- 2006: Absinthe (Stunt Records)
- 2007: Ibrahim Electric Meets Ray Anderson - Again (Stunt Records)
- 2008: Brothers of Utopia (Tactic Records)
- 2010: Royal Air Maroc (Tactic Records)
- 2012: Isle of Men (Target Records)
- 2014: Rumours from Outer Space (ILK Music)
- 2017: The Marathon Concert (Stunt Records)
- 2018: The X-Mas Album
- 2020: Time Machine (Stunt Records)